# Adessiv
Der Adessiv (zu lateinisch adesse: anwesend sein) ist in der Grammatik ein Lokalkasus, der die Position in der Nähe eines Objekts ausdrückt. Er war einer der sekundären Lokalkasus im Altlitauischen, beispielsweise jūraip(i) (am Meer), tėviep(i) (beim Vater), es wird jetzt dieser Umstand mit Präpositionalphrasen ausgedrückt, wie prie jūros (am Meer, auch: ans Meer, vgl. Allativ), pas tėvą (beim Vater, auch: zum Vater).
Sekundär kann dieser Kasus auch das Agens einer Handlung ausdrücken.

## In finnougrischen Sprachen
Die Funktion des Adessivs entspricht den Präpositionen auf, an, bei (im Finnischen und Estnischen) und bei (im Ungarischen). Im Finnischen und Estnischen wird der Adessiv für die Umschreibung von haben verwendet, weil die finno-ugrischen Sprachen kein  Verb haben kennen.

### Finnisch
Im Finnischen endet der Adessiv auf -lla bzw. -llä. Die Endung richtet sich nach der Vokalharmonie.
Beispiel: meillä „bei uns“
Der Adessiv drückt im Finnischen das fehlende Verb haben aus.
Beispiel: Minulla on vuode. „Ich habe ein Bett.“

### Estnisch
Im Estnischen lautet die Endung -l bzw. im Plural -tel oder -del.
Beispiele
- maal „auf dem Land“
- laud „Tisch“ → laual „auf dem Tisch“

Der Adessiv drückt im Estnischen wie auch im Finnischen das fehlende Verb „haben“ aus.
Beispiel: Mul on poeg. „Ich habe einen Sohn.“

### Ungarisch
Im Ungarischen endet der Adessiv auf -nál oder -nél. Die Endung richtet sich nach der Vokalharmonie.
Beispiel: fánál „beim Baum“.